# Vuelo 2119 de China Northwest Airlines
El vuelo 2119 de China Northwest Airlines (WH2119) fue un vuelo del aeropuerto de Yinchuan Xihuayuan, Ningxia al aeropuerto internacional de Beijing Capital, República Popular de China. El 23 de julio de 1993, el avión se estrelló en un lago después de no ser capaz de hacerse al aire mientras intentaba despegar del aeropuerto de Yinchuan, matando a 54 pasajeros y un tripulante.

## Accidente
Justo antes de la rotación de despegue, el actuador de flap derecho falló, provocando que los flaps se retrajeran. Incapaces de llevar el avión al aire, la tripulación no tenía otra opción que abortar el despegue. Sin pista suficiente, el avión se salió de esta e impactó en un lago.